# Министерство обороны Аргентины
Министерство обороны Аргентины (исп. Ministerio de Defensa — MINDEF) — исполнительный орган правительства Аргентины, ведающий координацией и управлением всех ведомств и функций правительства Аргентины в военной области и вопросах национальной безопасности. Базируется в Либертадоре, Азопардо 250, Буэнос-Айрес. Возглавляет министерство министр обороны.
Министерство обороны является одним из старейших министерств в правительстве Аргентины, существовавшее непрерывно с момента образования первой аргентинской исполнительной власти в 1854 году под руководством Хусто Хосе де Уркисы (тогда известного как военное министерство).
Действующим министром является Луис Петри, который с 10 декабря 2023 года занимает должность в кабинете Хавьера Милея.

## Структура
- Объединённый комитет начальников штабов вооружённых сил
- Секретариат по военным делам и стратегии
- Секретариат по планированию
- Секретариат внешней обороны
- Национальный директорат стратегической военной разведки
- Национальное управление по правам человека
- CITEDEF[3]
- Оборонно-промышленный комплекс (FAdeA[4], DGFM[5], CINAR (Complejo Industrial Naval Argentino, верфи Tandanor и Astillero Almirante Storni)[6])